# Rue De Wand
La rue De Wand (en néerlandais : De Wandstraat) est une rue qui est la rue commerçante du hameau du Mutsaard. C'est cette rue qui a donné un des surnoms du hameau : le quartier De Wand.
Elle se situe à l'emplacement d'un ancien chemin : le chemin Sainte-Anne qui reliait la Fontaine et la chapelle Sainte-Anne de Laeken à Grimbergen. C’est ce chemin qui donna plus tard la rue De Wand sur le territoire bruxellois et la rue et l'avenue Sainte-Anne en Flandre.

## Marché
À partir du premier septembre 2017, un marché a lieu au croisement de la rue De Wand et de l'avenue Wannecouter, tous les vendredis de 14h à 19h.

## Arrêt de tram

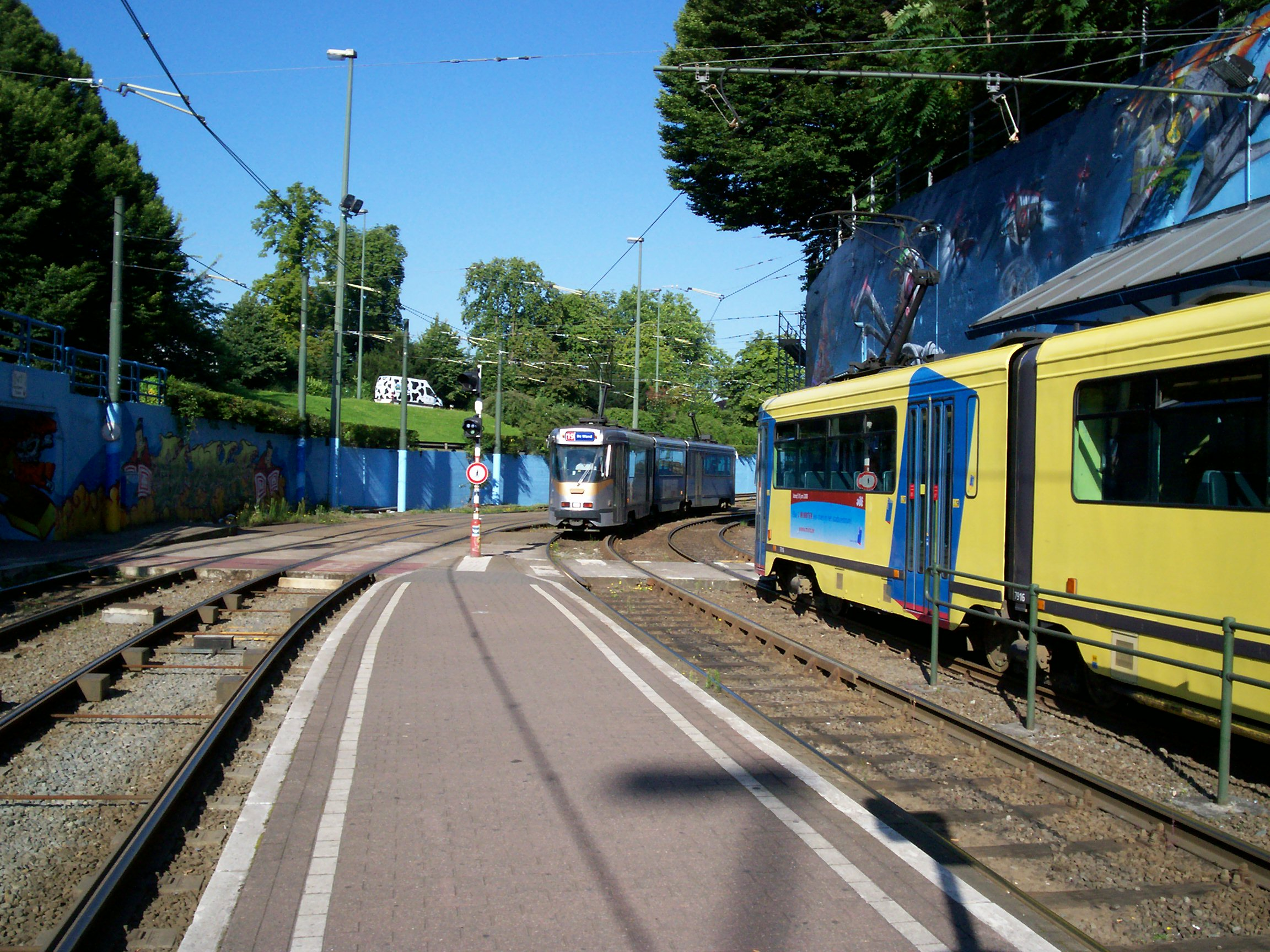

On y trouve l’arrêt de tram De Wand qui a sur ces murs la plus grande fresque en graffiti d'Europe. L'arrêt est construit situé dans un tranchée crée à l’occasion de l’Exposition Universelle de 1958. On y retrouve les lignes de tram   35 ainsi que les bus    et les bus de lijn R30 et R31.